# 서부운수
서부운수(西部運輸)는 서울특별시의 시내버스 회사이고, 본사는 서울특별시 서대문구 응암로1길 17 (북가좌동)에 있다.

## 회사 연혁

### 2004년 서울특별시 버스 개편이전
- 1974년 1월 28일: 서울승합 서부영업소를 분리 독립시켜 설립
- 1982년: 삼흥운수에서 이문동영업소를 인수받았다.
- 1998년: 본회사 소속 버스노선별 운행차량 감차와 동시에 감차로 인한 잉여차량을 영신여객, 흥안운수, 송파상운 등에 매각하였다.
- 1999년: 도시형버스 133-2번(모래내 ↔ 시흥동) 노선을 고양시로 연장 계획이 있었으나 무산되었다.
- 2002년 1월 10일: 도시형버스 133-2번 폐선

### 2004년 서울특별시 버스 개편이후
- 2004년 7월 1일: 2004년 서울특별시 버스 개편으로 지선버스 3개와 간선버스 1개 노선으로 운행 개시
- 2005년 7월 15일: 지선버스 7614번(북가좌동 ↔ 신월동) 폐선
- 2005년 7월 16일: 간선버스 705번(북가좌동 ↔ 창신동)을 7614번 폐선분 차량 증차와 함께 건대입구역부터 뚝도변전소까지 연장하고 번호도 721번으로 바뀌었다.

## 운행 노선
2024년 10월 21일 기준이다.
| 운행노선 | 운행구간 | 운행구간 | 운행구간     | 배차간격 (분) | 인가 대수 | 비고                                                             |
| -------- | -------- | -------- | ------------ | ------------- | --------- | ---------------------------------------------------------------- |
| 721번    | 북가좌동 | ↔        | 뚝도변전소앞 | 5~9           | 37        | 구 59번, 134번, 구 705번 연장                                    |
| 7018번   | 북가좌동 | ↔        | 무교동       | 10            | 18        | 구 59번 단축                                                     |
| 7719번   | 북가좌동 | ↔        | 녹번역       | 25            | 4         | 구 830번                                                         |
| 8773번   | 구산동   | ↔        | 홍대입구역   | 30~40         | 1         | 2023년 2월 1일에 신설. 현대교통, 선진운수와 공동배차로 운행한다. |

## 이전 보유 노선

### 간선버스
- ● 705번: 북가좌동 - 창신동 (구 134번 단축. 2005년 7월 16일 721번으로 노선 번호 변경후 노선 연장) (현재 운행하는 서울운수의 705번 버스와는 무관하다.)

### 지선버스
- ● 7614번: 북가좌동 ↔ 증산 ↔ 디지털미디어시티역 ↔ 성서초등학교 ↔ 마포구청역 (성산대교) ↔ 염창동 ↔ 가양6~9단지 ↔ 마포고등학교 ↔ 88체육관 ↔ 발산역 ↔ 우장산역 ↔ 화곡역 ↔ 신월동 (2004년 버스 개편 당시 신설. 2005년 7월 15일 폐선)

### 맞춤버스
- ● 8761번: 신촌 로터리 ↔ 창전현대홈타운 아파트 ↔ 광흥창역 ↔ 국회의사당역 (2017년 6월 26일 ~ 2023년 1월 27일, 유성운수, 신촌교통과 공동배차로 운행했다.)

## 보유 차종

#### KGM커머셜
- 에디슨모터스 화이버드
- 에디슨모터스 E-화이버드

#### 현대자동차
- 현대 뉴 슈퍼 에어로시티
- 현대 저상 뉴 슈퍼 에어로시티
- 현대 일렉시티

#### 비야디 자동차
- BYD eBus-12

## 갤러리

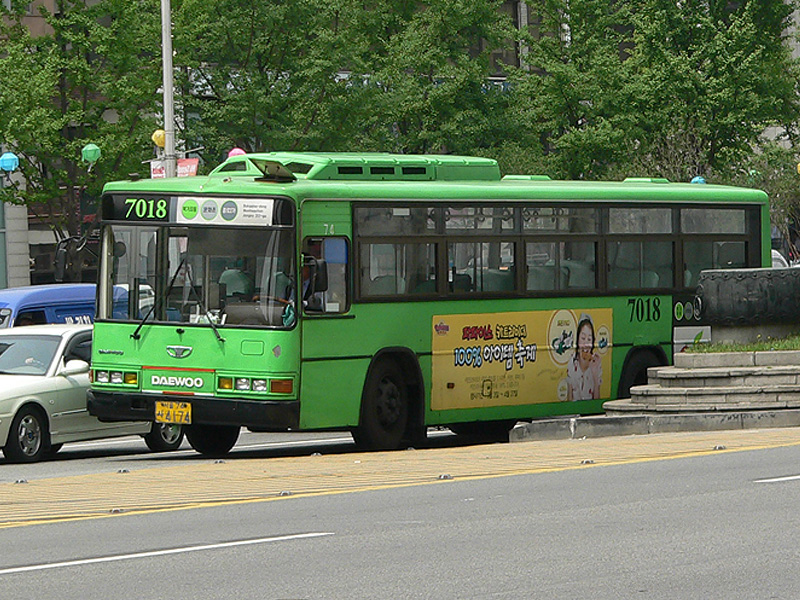
서울시내버스 7018번
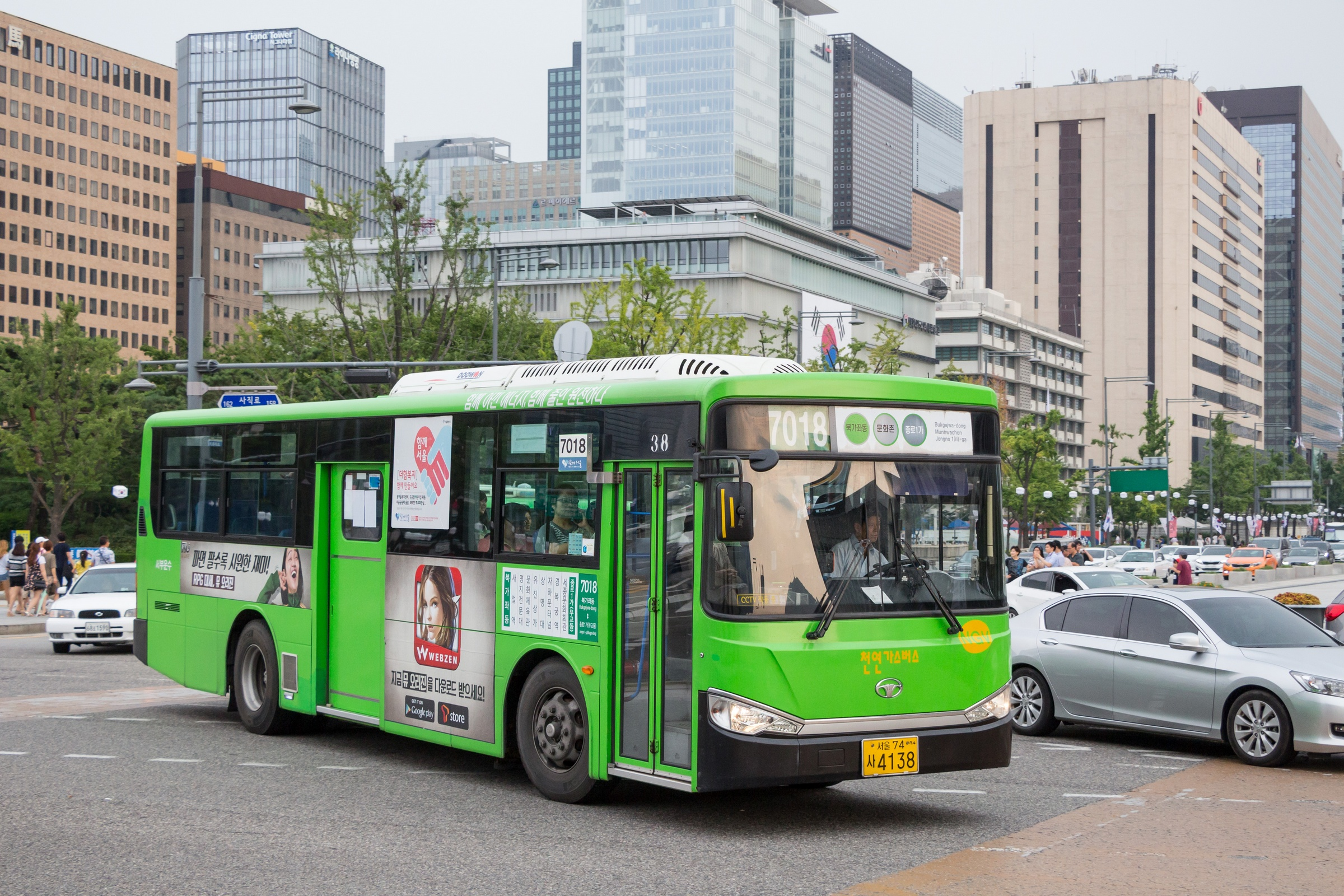
서울시내버스 7018번